# OSSA 125
L'OSSA 125 fou un model de motocicleta de turisme fabricat per OSSA entre 1950 i 1963. Al llarg de la seva vida comercial se'n produïren diverses versions, cadascuna incorporant canvis considerables al xassís i suspensions envers l'anterior, per bé que mantenint totes el mateix motor de fabricació pròpia: un de dos temps monocilíndric refrigerat per aire de 123 cc. Fou una de les motocicletes amb més personalitat de començaments de la dècada de 1950 i destacava per les avançades solucions tecnològiques que aportava, essent considerada una de les més sòlides i potents del seu temps.
La 125 era el primer model que comercialitzava OSSA un cop decidida a entrar de ple dins el sector de la motocicleta, després de diversos intents en aquest sentit endegats abans i tot de l'esclat de la guerra civil espanyola. L'artífex d'aquest canvi d'orientació de l'empresa -creada inicialment per a fabricar material cinematogràfic- fou Manuel Giró, un dels fills del fundador, molt afeccionat a la mecànica i el motociclisme.

## Història

### Antecedents
La família Giró, amb arrels a Badalona i dedicada històricament al tèxtil, fundà el 1928 Orpheo Sincronic, SA (OSSA), empresa fabricant de material sonor i de projecció per a cinemes que es consolidà aviat gràcies a la qualitat dels seus productes, superiors a la competència. El 1932, OSSA arribà a un acord amb l'empresari espanyol Ricardo Soriano per a construir els seus reputats motors forabord als tallers de l'empresa a Barcelona, gràcies a la iniciativa d'un dels germans Giró, Manuel, apassionat de la mecànica i pilot de motociclisme i motonàutica.
Més endavant, Manuel Giró engrescà part de la família en un nou projecte: importar i comercialitzar motors d'Anglaterra amb la idea de produir a curt termini els seus propis vehicles. Poc després, va convèncer el seu germà Ernest d'iniciar la fabricació de motocicletes i entre els dos aconseguiren ajut econòmic de la resta de parents, gràcies al qual el desembre de 1935 compraren les instal·lacions de Nacional Pescara al carrer Badal de Barcelona, aprofitant que aquest fabricant d'automòbils havia cessat l'activitat. La intenció dels Giró era produir una completa gamma de motocicletes: d'una banda, volien fabricar sota llicència models d'una marca anglesa (sengles monocilíndriques de 250, 350 i 500 cc i una quadricilíndrica, totes elles de quatre temps) i de l'altra, dos models propis amb motor Villiers de dos temps, de 125 i 250 cc. Malauradament, poc després esclatà la guerra civil espanyola i els plans de l'empresa s'hagueren d'ajornar.

### El primer prototipus (1940)
Un cop acabada la guerra, Manuel Giró reprengué la seva idea i li encarregà el desenvolupament d'una motocicleta de 125 cc al seu amic Sebastià Nadal, antic projectista i pilot d'automòbils de les marques Ideal i Nacional Pescara. Nadal, en aquells moments director tècnic i accionista de Talleres Hereter, prengué com a base per al seu projecte una Motobécane de 100 cc i tingué enllestit el primer disseny cap a finals de 1940. Era la primera moto que es desenvolupava a Catalunya un cop acabada la guerra.
La primera realització d'aquell prototipus es presentà al públic a la Fira de Mostres de Barcelona de 1942: muntava un motor de dos temps anglès Villiers amb pistó pla de 125 cc, amb canvi de tres velocitats, que lliurava una potència de 4 CV a 4.500 rpm i era capaç d'assolir els 75 km/h. El xassís era de doble bressol amb suspensió anterior per paral·lelograms deformables, mentre encara no en tenia de posterior. Aquell model obtingué una molt bona acceptació per part del públic, tot i que no va evolucionar a causa de la situació econòmica del moment.
El primer prototipus d'OSSA només es tornà a veure en alguna cursa provincial i en una exposició a Madrid el 1944, el mateix any en què Manuel Giró havia aconseguit importar 100 volants magnètics Bosch tot mirant d'endegar la producció en sèrie del model. En aquells moments, Giró disposava també d'una partida de tub per a bastidors i les matrius per a l'estampació de la forquilla anterior i els frens, però vista la manca de continuïtat en el subministrament optà per vendre tot el material a Pere Permanyer i Francesc Xavier Bultó, dos amics seus que en aquells moments estaven gestant la futura Montesa.
Durant tota aquella època, la família Giró seguia involucrada en la fabricació dels seus equips cinematogràfics a més de subministrar components per a altres marques de motocicletes i d'automòbils, diversificació que feia que la companyia fos menys sensible a la dura situació econòmica que vivia el país en plena postguerra. Però el projecte de la motocicleta no s'abandonà pas: el 1946, OSSA anuncià un acord amb Norton per a fabricar alguns dels seus models sota llicència (preveient-ne una producció de 300 unitats el primer any i de 1.000 el segon), projecte que tampoc no prosperà.

### El prototipus definitiu
El 1947, OSSA presentà un altre prototipus de 125 cc derivat de la millor moto del moment, la DKW, aprofitant que les patents de la marca alemanya havien passat al domini públic un cop acabada la Segona Guerra Mundial. Aquella moto es presentà oficialment a la Fira de Mostres de Barcelona de 1949, essent la primera OSSA que anava decorada amb el mític anagrama del trèvol de quatre fulles de la marca.
Duia un motor inspirat en la DKW RT-125, també de dos temps i 125 cc, amb una potència de 5,2 CV a 4.500 rpm, mentre la part cicle constava de suspensió anterior de tipus telescòpic i un innovador sistema de suspensió posterior, suggerit per Nadal, consistent en un basculant flexible esmorteït per un sistema de discs de cautxú i suro, en disposició horitzontal (una mena de sistema Cantilever primitiu: la goma feia de molla i el suro, d'amortidor). El model gaudia d'una notòria elegància de línies, destacant-hi la netedat del motor, que formava cos amb l'embragatge i la caixa de canvis.

### La primera OSSA (1951)
El model presentat el 1949, anomenat OSSA 125, va passar definitivament a la producció el desembre de 1950. El gener de 1951 se'n començaren a vendre les primeres unitats, amb tant d'èxit que la demanda superà la capacitat de producció de la fàbrica: de les primeres produccions de 10 unitats anuals el 1950 es va passar a 3.942 motocicletes el 1955 (aquell any, ja se'n vengueren 4.000).
Aviat, la moto es conegué popularment com a Fuelles ("manxes"), a causa de les petites manxes de goma que en protegien les forquilles anteriors, malgrat que la seva principal innovació tecnològica era justament la suspensió posterior. La revista Motociclismo, a l'exemplar número 8 de 1951, en deia el següent (en castellà): «[…] adopta la nova i darrera fórmula italiana del braç oscil·lant […] la roda oscil·la neta i sense estrebades unida al quadre només per mitjà d'una abraçadora doble, que absorbeix l'esforç d'impulsió.[…] pel seu bloc amortidor regulable al pes del pilot i a l'estat del pis, constituït per cautxú sintètic. Un toc a una femella d'orelles situada a la part extrema del parafang i a sota mateix del seient del pilot, gradua aquesta suspensió, la qual manté els seus dots més temps que les molles habituals, amb més facilitat per als recanvis».
L'OSSA 125 havia nascut amb el propòsit de poder transportar dues persones sense avaries i amb poc consum, atributs que demostrà a finals de 1952 al circuit de Pedralbes de Barcelona, quan tres amics (Güell, Marí i Nedermann) es tornaren durant 12 dies ininterrompudament als comandaments d'una 125 de lloguer -d'estricta sèrie- completant un total de 15.000 km a 52 km/h de mitjana i batent de passada el record mundial de resistència en motocicleta. De seguida, OSSA entrà decididament dins el món de la competició i obtingué molt bons resultats en proves de regularitat (l'antecedent immediat de l'actual enduro), on la 125 adquirí fama de model resistent i segur.
Amb lleugeres modificacions, OSSA va mantenir aquest model com a l'únic del seu catàleg durant anys. La moto es va començar a produir a la primitiva fàbrica d'OSSA, al carrer Padilla de Barcelona, on s'hi mantingué fins que el creixement de la demanda va fer que aquelles instal·lacions quedessin petites, de manera que l'empresa adequà la planta del carrer Badal que havia comprat el 1935, tot convertint-la en una fàbrica avantguardista (comptava fins i tot amb pista de proves) i hi traslladà la producció, inaugurant oficialment la nova fàbrica el 1958.

## Versions
L'OSSA 125 es fabricà al llarg dels anys en cinc versions diferents, cadascuna incorporant millores envers l'anterior, per bé que estrictament parlant podrien agrupar-se en tres: l'original OSSA 125 creada el 1949 i llançada el 1951 era gairebé idèntica a la seva successora, l'OSSA 125 A de 1953, totes dues caracteritzades pel seu xassís tubular de doble bressol i el bloc de suspensió posterior. La versió de 1957, l'OSSA 125 B, se'n diferenciava notòriament pel xassís de xapa estampada autoportant i els dobles amortidors posteriors, mentre la 125 C de 1960 i la 125 C2 de 1961 eren també quasi idèntiques i tornaven al xassís tubular de doble bressol.
Cal dir que si la 125 de 1951 es conegué com a Fuelles, la 125 A de 1953 fou batejada popularment com a Palillos ("escuradents") a causa de l'extrema primesa de les noves forquilles anteriors, ara desproveïdes de manxes.

### Llista de versions produïdes
| Versió                    | Àlies                     | Id. Model                 | Anys                      | Núm. Sèrie                | Unitats | Pintura dipòsit                 |
| ------------------------- | ------------------------- | ------------------------- | ------------------------- | ------------------------- | ------- | ------------------------------- |
| 125                       | "Fuelles"                 | B0?                       | 1951 - 1953               | B001                      | 1.700   | Argentat amb zona central negra |
| 125 A                     | "Palillos"                | B17?                      | 1953 - 1956               | B1701                     | 12.200  | Argentat amb zona central negra |
|                           |                           |                           |                           |                           |         |                                 |
| 125 B                     |                           | B14?                      | 1957 - 1960               | B14001                    | 20.000  | Vermell amb franja negra        |
|                           |                           |                           |                           |                           |         |                                 |
| 125 C/C2                  |                           | B35?                      | 1960 - 1963               | B35001                    | 10.000  | Blau metal·litzat               |
| Total d'unitats produïdes | Total d'unitats produïdes | Total d'unitats produïdes | Total d'unitats produïdes | Total d'unitats produïdes | 43.900  |                                 |

1. ↑  Vermell amb zona central blanca a la versió C2 de 1961

### 125
Entre les característiques més rellevants de la primera OSSA hi havia el seu bastidor, amb un xassís tubular de doble bressol poc habitual a l'època, i una suspensió posterior amb discs de goma amagada per un prominent parafang. Es tractava d'una moto econòmica i monoplaça, ja que constava d'un selló únic, però molt refinada. El seu xassís en tubs d'acer venia complementat amb unes suspensions pràcticament simbòliques. La forquilla anterior comptava amb unes barres molt fines protegides per uns manxes de goma que varen fer que es conegués popularment com a "la fuelles", mentre que la posterior, tot i gaudir de basculant, només disposava d'uns discs de goma com a amortiment.
Fitxa tècnica
| OSSA 125 "Fuelles" | OSSA 125 "Fuelles"              | OSSA 125 "Fuelles" |
| --- | ------------------------------- | ------------------ |
| Id. Model | B0?                             |                    |
| Núm. Sèrie | B001                            |                    |
| Anys | 1951 - 1953                     |                    |
| CC | 123                             |                    |
| Diàmetre x Carrera | 54 x 54 mm                      |                    |
| Compressió | ?                               |                    |
| CV | 5,2 CV a 4.500 rpm,             |                    |
| Carburador | IRZ 14 mm                       |                    |
| Canvi | 3 velocitats                    |                    |
| Suspensió davant | Sense                           |                    |
| Suspensió darrera | Sense                           |                    |
| Pneumàtic davant | 2,75 x 19                       |                    |
| Pneumàtic darrera | 2,75 x 19                       |                    |
| Frens davant | Tambor                          |                    |
| Frens darrera | Tambor                          |                    |
| Pes en sec | ?                               |                    |
| Capacitat dipòsit | 12 litres                       |                    |
| Pintura dipòsit | Argentat amb zona central negra |                    |
| \| • Altres \| \| ---------------------------------------------------------------------------- \| \| - Longitud total: 2.019 mm - Ample màxim: 851 mm - Velocitat màxima: 75 km/h \| |                                 |                    |
| • Altres |                                 |                    |
| - Longitud total: 2.019 mm - Ample màxim: 851 mm - Velocitat màxima: 75 km/h |                                 |                    |

1. ↑  Algunes fonts assenyalen erròniament que la primera versió d'aquest model lliurava 15 CV a 8.500 rpm,[6] dada absolutament improbable (oimés considerant que la versió posterior en lliurava 5,2[16]).

### 125 A
La primera versió de la 125 demostrà tenir alguns problemes com ara la petitesa del seu conjunt cilindre-culata, que en produïa el sobreescalfament, o el parafang anterior que sovint s'enganxava amb la roda a causa del seu sistema de subjecció. Per aquest motiu, el 1953 se'n presentà una versió renovada anomenada OSSA 125 A (la popular Palillos). Era gairebé idèntica a l'anterior, amb el mateix bastidor de tipus "duplex" amb tub d'acer d'alta resistència soldat elèctricament i forquilla anterior telescòpica amb amortidors oleo-pneumàtics i ressorts helicoidals; al darrere, la mateixa forquilla tipus Cantilever oscil·lant, amb elements elàstics de goma de compressió regulable. Els frens eren d'aliatge lleuger d'alumini.
Sí que canviava, però, el parafang anterior i la seva subjecció a la forquilla, la qual ja no lluïa les anteriors manxes de goma i quedava tota al descobert.
Fitxa tècnica
| • Configuració motor |
| --- |
| - Materials: - Cilindre de fosa aliada - Culata hemisfèrica d'alumini - Pistó d'aliatge lleuger d'alumini - Biela d'acer estampat amb rodaments d'agulles - Cigonyal: Muntat sobre rodaments a boles - Embragatge: Multidisc en bany d'oli - Transmissió: Cadena de rodets - Encesa: Volant magnètic |

| • Mesures |
| --- |
| - Longitud total: 1.960 mm - Distància entre eixos: 1.280 mm - Alçada selló: 770 mm - Alçada mínima sobre el terra: 150 mm - Ample manillar: 650 mm |

| • Altres                                                              |
| --------------------------------------------------------------------- |
| - Velocitat màxima: 85 km/h - Consum a velocitat econòmica: 1 l/40 km |

### 125 B
El 1957, detectant que baixaven les matriculacions de la 125, OSSA decideix actualitzar el seu model estrella i apareix l'OSSA 125 B, amb nou bastidor autoportant de xapa estampada (tal com duia també el ciclomotor 50 A, llançat per la marca el 1955) i basculant posterior modernitzat, ara ja amb amortidors hidràulics convencionals. La tradicional combinació de colors argentat i negre es canviava pel negre i vermell, adoptant també un confortable doble selló i millorant especialment la seva estabilitat, en substituir l'anterior sistema de discs de cautxú pels amortidors hidràulics (fou la primera OSSA a dur-ne). El xassís de xapa estampada, tipus espina de peix, fou obra de l'enginyer italià Sandro Colombo i l'equip tècnic responsable el formaven Navalles, Riera i Palero.
El motor, ben poc sorollós, disposava de tres velocitats de les quals la primera arribava als 45 km/h, la segona als 65 i la tercera passava dels 90 km/h. Conduint-la a una velocitat normal, el consum no arribava a 3 litres per 100 km. Es tractava, en definitiva, d'un model a mig camí entre les motocicletes esportives i les més turístiques de l'època, destacant per la seva comoditat, lleugeresa i estabilitat. La 125 B representà un gran èxit de vendes per a OSSA, esdevenint un model molt popular.
El 1958 n'aparegué una segona versió amb petits canvis funcionals, com ara la incorporació de velocímetre al fanal d'enllumenat. Aquell mateix any aparegué l'OSSA 150, idèntica a la 125 tret de la cilindrada (amb l'augment de cilindrada, l'empresa cercava d'entrar en el sector dels sidecars, projecte que no reeixí a causa del bastidor de xapa, poc adient per a muntar-n'hi un).
Fitxa tècnica
| • Mesures |
| --- |
| - Longitud total: 1.930 mm - Distància entre eixos: 1.250 mm - Alçada selló: 770 mm - Ample manillar: 640 mm |

| • Altres                                                                                      |
| --------------------------------------------------------------------------------------------- |
| - Encesa: Volant magnètic FEMSA VAR 32.7 - Velocitat màxima: 90 km/h - Consum per hora: 2,5 l |

### 125 C
La nova actualització del model, la 125 C de 1960, abandonava el bastidor de xapa i tornava al tubular de doble bressol, igual com feia el model 175 GT aparegut al mateix temps. La moto canviava també en l'apartat estètic, adoptant inicialment el mateix color blau que l'OSSA 150 llançada el 1958. A partir de 1961, amb la remodelació del model anomenada C2, la decoració esdevingué vermella i blanca.
Fitxa tècnica
| • Configuració motor |
| --- |
| - Materials: - Cilindre de fosa aliada - Culata i pistó d'aliatge lleuger - Biela d'acer amb rodament a doble filera de rodets - Cigonyal: Muntat sobre tres rodament a boles - Embragatge: Multidisc en bany d'oli - Encesa: Volant magnètic |

| • Mesures |
| --- |
| - Longitud total: 1.890 mm - Distància entre eixos: 1.134 mm - Alçada selló: 740 mm - Alçada mínima sobre el terra: 143 mm - Ample manillar: 940 mm |

| • Altres                                                                                    |
| ------------------------------------------------------------------------------------------- |
| - Velocitat màxima: 80 km/h - Consum: 2,5 l/100 km a 60 km/h - Capacitat de càrrega: 160 kg |

1. ↑  Vermell amb zona central blanca a la versió C2 de 1961

#### 125 C2

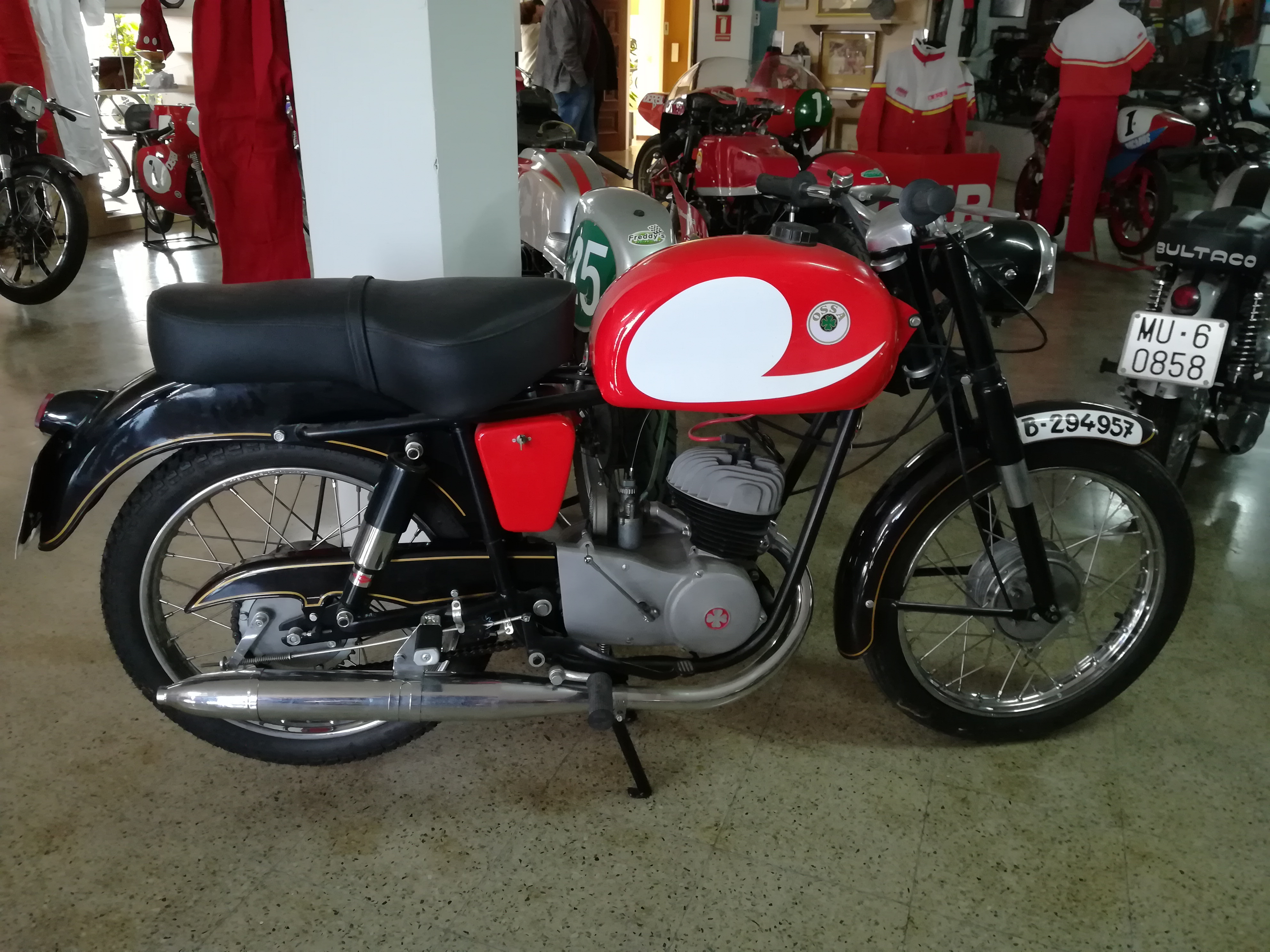
OSSA 125 C2 de 1962

La 125 C2 de 1961 era una remodelació de la 125 C en què gairebé només canviava el color, passant del blau a una combinació de vermell i blanc. Altres canvis eren la nova tapa de filtre i parafang posterior.